# 赫雷斯德洛斯卡瓦列罗斯
赫雷斯德洛斯卡瓦列罗斯，是西班牙埃斯特雷马杜拉巴达霍斯省的一个市镇。总面积741平方公里，总人口9492人（2001年），人口密度13人/平方公里。